# Neomariaella
Neomariaella (лат.) — род тлей из подсемейства Aphidinae (Macrosiphini). Евразия (Польша, Словакия, Франция, Турция, Иран, Казахстан).

## Описание
Мелкие насекомые, длина 1,1—1,8 мм.
Ассоциированы с тамарисковыми растениями Myricaria. Близок к тлям рода Brachycolus и Brachycorynella, но с 5-члениковыми усиками у бескрылых форм. Первоначально род был описан под названием Mariaella, но так как это имя уже оказалось занято моллюском Mariaella Gray, 1855 (Gastropoda), то позднее было предложено несколько новых названий, из которых валидным считается предложенное в 2010 году заменяющее название Neomariaella Szwedo & Osiadacz, 2010.
- Neomariaella lambersi (Szelegiewicz, 1961)
  - = Mariaella lambersi Szelegiewicz, 1961